# Robert Flynn
Robert "Robb" Flynn, (Oakland, 19 juli 1967) is de zanger en gitarist van de Amerikaanse thrashmetalband Machine Head. Flynn werd geboren onder de naam Lawrence Mathew Cardine en werd op zesjarige leeftijd geadopteerd; de naam Robert Flynn komt van zijn adoptieouders. De krachtige en veelzijdige zang van Flynn bepaalt voor een belangrijk deel de identiteit van de band Machine Head.

## Begin van Flynn's carrière
Flynn speelde van 1985 tot 1987 in de thrashmetalband Forbidden Evil, maar vertrok voordat een album uitkwam en voegde zich bij de rivaliserende thrashmetalband Vio-lence, waar ook de huidige gitarist van Machine Head, Phil Demmel, in zat.

## Machine Head
In 1992 richtte hij samen met bassist Adam Duce de metalband Machine Head op. Het debuutalbum 'Burn My Eyes' was een groot succes en 'Davidian', de eerste single van dat album, geldt als een van de grootste metalklassiekers uit de jaren negentig. Het album bracht ze over heel de wereld, als voorprogramma van Slayer, die ze persoonlijk hadden gekozen als voorprogramma tijdens hun "World Intervention tour". Inmiddels heeft hij met Machine Head 8 studioalbums opgenomen. Het laatste wapenfeit, bloodstone and diamonds, dateert uit 2014.

## Bandleden in Machine Head
Na een samenwerking van 21 jaar, kondigde Flynn aan, dat Machine Head Adam Duce ontslagen heeft op 2 februari 2013. Volgens Flynn had Duce de passie verloren en was er daarom geen plek meer in de band. Hij werd vervangen door Jared MacEachern. Daarmee is Flynn het enige originele bandlid van Machine Head.

## Discografie

### Met Machine Head
- 1993 - 1993 demo - gitaar, zang
- 1994 - The Tour '95 (split) - zang, gitaar
- 1994 - Burn My Eyes - teksten, zang, gitaar
- 1995 - Old (single) - gitaar, zang
- 1997 - The More Things Change... - zang, gitaar
- 1997 - Take My Scars (ep) - gitaar, zang
- 1997 - Take My Scars (single) - gitaar, zang
- 1999 - Frontline Volume 1: The Singles (split) - gitaar, zang
- 1999 - The Burning Red - teksten, gitaar, zang
- 1999 - From This Day (single) - gitaar, zang
- 2000 - Year of the Dragon (ep) - gitaar, zang
- 2001 - Supercharger - gitaar, zang (als "Robert Flynn")
- 2001 - Crashing Around You (single) - gitaar, zang
- 2003 - Hellalive (livealbum) - gitaar, zang
- 2003 - Through the Ashes of Empires - gitaar, zang
- 2004 - Days Turn Blue to Gray (single) - gitaar, zang
- 2005 - Elegies (dvd) - gitaar, zang
- 2007 - The Blackening & Beyond (ep) - gitaar, zang
- 2007 - The Blackening - gitaar, zang
- 2011 - The Black Procession (ep) - gitaar, zang
- 2011 - Locust (single) - zang, gitaar
- 2011 - Unto the Locust - zang (lead), gitaar
- 2012 - B-sides & Rarities (ep) - zang, gitaar
- 2012 - Machine F**king Head Live (livealbum) - zang, gitaar
- 2014 - Killers & Kings (single) - zang, gitaar
- 2014 - Bloodstone and Diamonds - gitaar, zang
- 2018 - Catharsis, gitaar, zang

### Overig
Forbidden Evil
- 1985 - Demo 1985 (demo) - gitaar
- 1985 - Rehearsal 85 (demo) - gitaar
- 1986 - Endless Slaughter (demo) - gitaar, zang (achtergrond)

Quarteto De Pinga

Bijdrage onbekend
Vio-lence
- 1988 - Eternal Nightmare - gitaar
- 1988 - Rough Demo (demo) - gitaar
- 1988 - Eternal Nightmare (single) - gitaar
- 1990 - Oppressing the Masses - gitaar
- 1990 - World in a World (single) - gitaar
- 1991 - Torture Tactics (ep) - gitaar
- 1993 - Nothing to Gain - gitaar

Sexoturica
- Gitaar (1994)

Exodus
- 1997 - Another Lesson in Violence (livealbum) - gitaar

Slayer
- 1995 - Live Intrusion (single) - zang, gitaar (track 1)
- 1995 - Live Intrusion (VHS) - zang, gitaar (in Witching Hour)

Under
- 1998 - Under (ep) - zang

Roadrunner United
- Gitaar, keyboard in 'Independent (Voice of the Voiceless)' (2005)
- Slaggitaar in 'Army of the Sun' (2005)
- Slaggitaar, zang in 'The Dagger' (2005)
- Slaggitaar en keyboard in 'The Rich Man' (2005)

## Films
De muziek van Machine Head is gebruikt voor de films:
- Freddy vs. Jason (2003)
- Hooligans (2005)
- The Animatrix (2003)

## Trivia
Flynn speelde op gitaren van ESP, Jackson, B.C. Rich, Epiphone en Gibson. Bij een inbraak werd het merendeel van zijn gitaren echter gestolen, waaronder een aantal unieke exemplaren. 
Tegenwoordig speelt Flynn exclusief op Epiphone en heeft hij zijn eigen signature Flying-V model. Zijn versterkers zijn van Line 6 en Peavey.

Flynn is getrouwd met Genevra Flynn en heeft 2 zonen.

Het nummer 'Aesthetics Of Hate', dat gaat over een negatief artikel over de metal scene, na de dood van bevriend gitarist Dimebag Darrell en is door Flynn ingespeeld op een Washburn gitaar die hij van Dimebag gekregen had. Ook deze gitaar was gestolen bij bovengenoemde inbraak. Zes jaar later werd deze teruggevonden en aan Flynn teruggegeven.
- Gemeinsame Normdatei: 135386500
- International Standard Name Identifier: 0000 0000 5796 3888
- Library of Congress Control Number: n2024016848
- MusicBrainz: 6abc0e83-0301-4079-a1a5-97035ad52e7e
- Nationale Bibliotheek van Tsjechië: xx0077593
- Istituto Centrale per il Catalogo Unico: MODV302204
- Virtual International Authority File: 80150755
- WorldCat: E39PBJqbfxdBxXmHTVYr8dW7HC